# Gare de Bertry
Gare de Bertry vasútállomás Franciaországban, Bertry településen.

## Vasútvonalak
Az állomást az alábbi vasútvonalak érintik:
- Busigny-Somain-vasútvonal

## Kapcsolódó állomások
A vasútállomáshoz az alábbi állomások vannak a legközelebb:
- Gare de Caudry
- Gare de Maurois